# 三井住友ファイナンス&リース

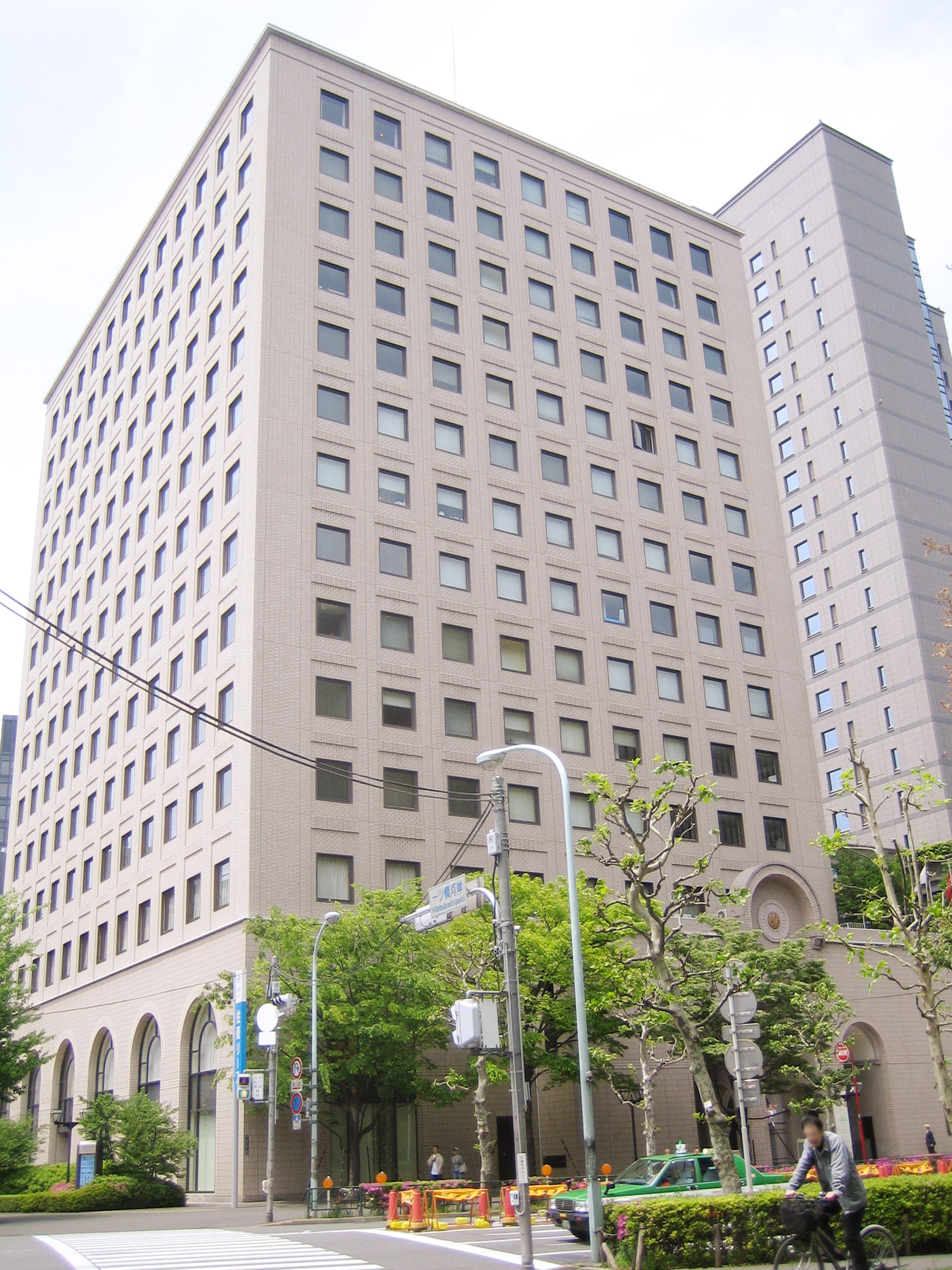
竹橋オフィスの入る如水会ビルディング

三井住友ファイナンス＆リース株式会社（みついすみともファイナンスアンドリース、英: Sumitomo Mitsui Finance and Leasing Company, Limited 、略称: SMFL）は、東京都千代田区丸の内及び大阪府大阪市中央区南船場に本社を置く大手総合リース会社。
2018年度にはリース事業の再編を実施、三井住友フィナンシャルグループ（SMFG）と住友商事双方の持分法適用関連会社となり、事業領域は大きく広がった。この金融×商社の組み合わせが最大な強みとなっている。
2020年4月には事業環境の変化に的確に対応し、今後の持続的な成長への姿勢を改めて明確なものとするため、経営理念、経営方針を再定義し、「SMFL Way」として制定している。

## 沿革

### 住商リース
- 1963年2月 - 東西興業株式会社設立。
- 1968年5月 - 住商リース興産株式会社に商号変更。
- 1969年10月 - 住商リース株式会社に商号変更。
- 1983年11月 - 大阪証券取引所2部上場。
- 1988年9月 - 大阪証券取引所1部上場。
- 1989年3月 - 東京証券取引所1部上場。
- 2006年12月 - 株式公開買い付け（TOB）により住友商事の子会社となる。
- 2007年6月 - 株式交換により上場廃止。

### 三井住友銀リース
- 1968年9月 - 住友銀行を中心とする住友グループのリース会社として「総合リース株式会社」設立。
- 1982年10月 - 商号を住銀総合リース株式会社に変更。
- 1986年2月 - 商号を住銀リース株式会社に変更。
- 1999年7月1日 - 旧神戸銀行系のケーシーエスリース株式会社がクリエイトファイナンス株式会社を合併し、商号をさくらリース株式会社に変更。同日、株式会社陽友（旧太陽銀行系、現・陽栄）のリース部門の営業譲渡を受けた。
- 2001年
  - 5月 - 住銀リースがさくらリース株式会社を子会社化し、経営統合。
  - 9月 - 住銀リースがさくらリースを合併し、商号を三井住友銀リース株式会社に変更。
- 2003年2月 - 株式会社三井住友フィナンシャルグループの直接の子会社となる。

### 三井住友ファイナンス&リース
- 2007年10月 - 住商リース株式会社が三井住友銀リース株式会社を吸収合併し、三井住友ファイナンス&リース株式会社に商号変更。
- 2008年9月 - 出資比率を見直し、SMFGによる株式取得及びSMFLによる自己株式取得により、SMFG60%・住商40%に。
- 2010年11月 - SFIリーシング株式会社の株式66％を取得、連結子会社化。
- 2012年6月 - ロイヤルバンク・オブ・スコットランド・グループ・ピーエルシーの航空機リース事業を三井住友銀行・住友商事と共同で買収し、「SMBC Aviation Capital」として業務開始。
- 2015年
  - 8月 - 丸の内一丁目の三井住友銀行東館に本社を順次移転[1]。
  - 12月 - 米ゼネラル・エレクトリックから日本においてリース事業を手掛ける日本GEを約5750億円で買収すると発表[2][3]。
  - 12月 - DMG MORI Finance Gmbhを連結子会社化。
- 2018年10月 - SMFLみらいパートナーズ株式会社を設立。
- 2019年
  - 1月 - 三井住友ファイナンス＆リースとSMFLキャピタル（旧・日本GE）が合併。
  - 1月 - 住友三井オートサービス株式会社の株式を取得し、持分法適用関連会社化[4]。
  - 4月 - SMBC Aero Engine Lease B.V.を連結子会社化[5]。
  - 7月 - 株式会社マックスリアルティーを連結子会社化[6]。
- 2021年
  - 1月 - ケネディクス株式会社を連結子会社化[7]。
  - 3月 - ヤンマーホールディングスの100％子会社であるヤンマークレジットサービス株式会社の株式の60%を取得することで基本合意し、株式譲渡契約を締結。株式の譲渡は2021年7月1日を予定[8]。
  - 7月 - ヤンマークレジットサービス株式会社の株式の60%を取得し連結子会社化。

## グループ企業
子会社564社及び関連会社93社が存立する（2025年3月31日現在）。
- SMFLみらいパートナーズ
- SFIリーシング
- NECキャピタルソリューション
- SMBCアヴィエーションキャピタル